# Walter Davy
Walter Davy (20 de diciembre de 1924 - 14 de septiembre de 2003) fue un director y actor televisivo austriaco.

## Biografía
Nacido en Viena, Austria, tras estudiar en el Seminario Max Reinhardt, Davy trabajó a partir de 1948 como ayudante de dirección en el Burgtheater de Viena. Desde 1950 a 1955 trabajó en Austria, mientras estaba ocupada por los Aliados, en la emisora radiofónica estadounidense Rot-Weiß-Rot, además de ser productor de los noticiarios Austria-Wochenschau. Más adelante actuó en el Burgtheater y en el Akademietheater de Viena, así como en teatros de Gotinga, Berlín, Heidelberg, Basilea y Düsseldorf.
Desde 1968 fue director superior de programas televisivos de la ORF. También fue autor, formando parte del programa de radio de los domingos Der Watschenmann. Sin embargo, Walter Davy consiguió la popularidad como el jefe de departamento Paul Schremser, al que le faltaba una pierna, en la serie televisiva Kottan ermittelt. A Walter Davy realmente le habían amputado una pierna en una operación de urgencia sin anestesia, a causa de unas heridas sufridas durante la Segunda Guerra Mundial. Además, fue director de las series televisivas austriacas Familie Merian y Die Emmingers.  
En 1990 regresó al Seminario Max Reinhardt, pero como profesor. Retirado de la ORF en 1992, aun pudo ser visto en posteriores producciones televisivas.
Davy había sido desde 1958 miembro de la logia masónica Lessing Zu den 3 Ringen, y en 1960 miembro fundador de la logia Libertas, en fundador también de la logia Zu den 3 Lichtern, y miembro de Quatuor Coronati.

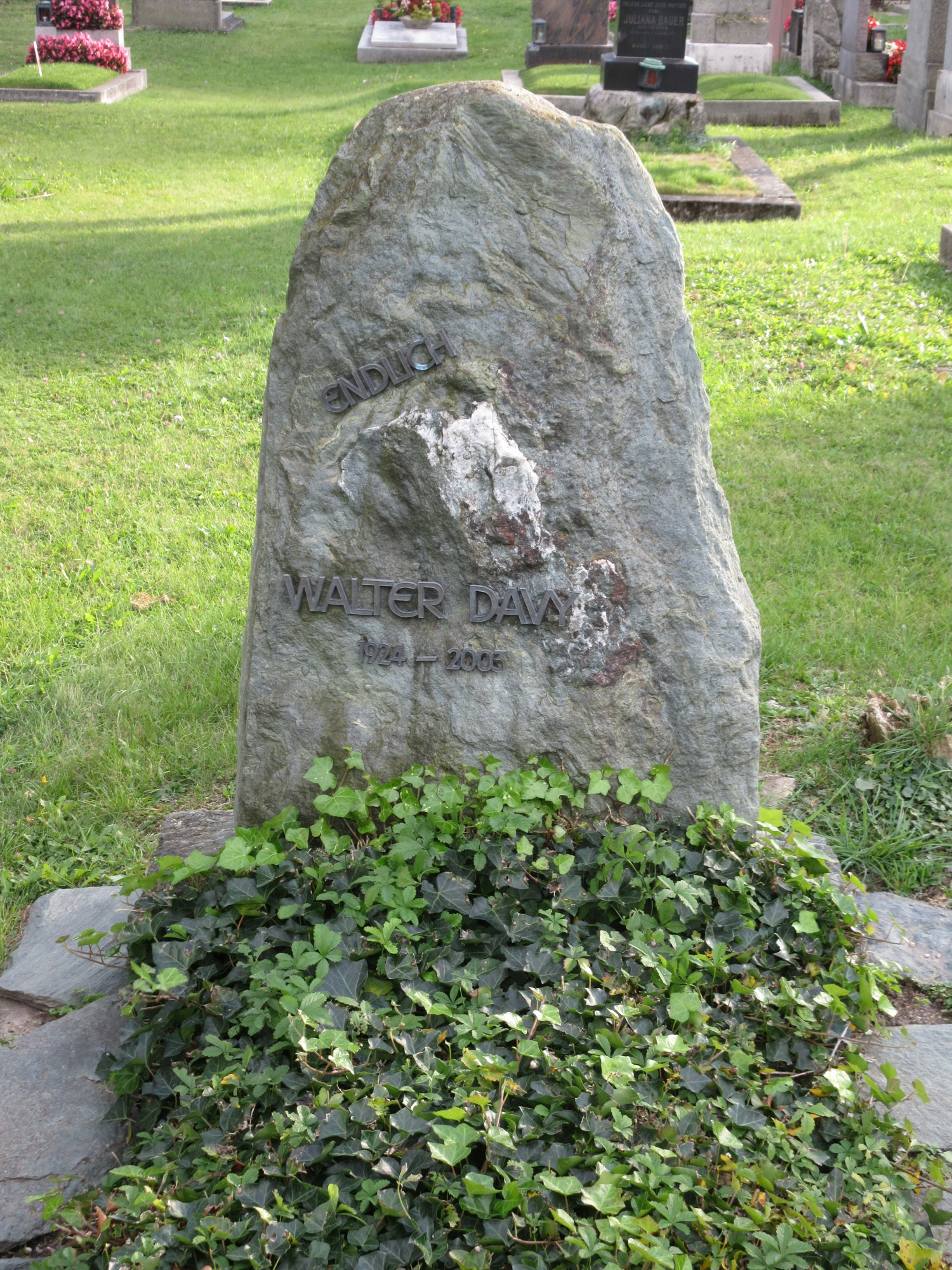
Tumba de Walter Davy

Walter Davy falleció en Viena en el año 2003. Fue enterrado en el Cementerio de Viena Lainzer Friedhof, en la tumba Gruppe 4, Nummer 200.

## Premios
- 1978 : Premio televisivo a la educación pública austriaca
- 1985 : Medalla de honor de oro de la capital federal de Viena
- 1995 : Condecoración austriaca de las ciencias y las artes
- 2000 : Orden al Mérito de la República de Austria[2]

## Filmografía
- 1966 : Der Fall Bohr (director, telefilm)
- 1970 : Der Tag der Tauben (director, telefilm)
- 1971 : Tatort (serie TV), episodio Mordverdacht (director)
- 1972 : Tatort (serie TV), episodio Die Samtfalle (director)
- 1976 : Jakob der Letzte (telefilm, actor)
- 1976–1983 : Kottan ermittelt (serie TV, actor)
- 1979 : Santa Lucia (telefilm, actor)
- 1985 : Tatort (serie TV), episodio Des Glückes Rohstoff (actor)
- 1988 : Der jüngste Tag (telefilm, director)
- 2001 : Trautmann (serie TV, actor)
- 2003 : Julia – Eine ungewöhnliche Frau (serie TV, actor)